# José Domingo Domingo
José Domingo Domingo (Barcelona, 3 de marzo de 1959) es un abogado y político español, diputado en el Parlamento de Cataluña entre 2006 y 2010.

## Biografía
Nació en Barcelona, en el barrio del Verdún, hijo de granadinos. Simpatizante del Partido del Trabajo de España en su juventud, se licenció en Derecho por la Universidad Autónoma de Barcelona en 1981 y es letrado de la Seguridad Social desde 1989. En el año 2000 fue elegido presidente de la Asociación Profesional de Letrados de la Administración de la Seguridad Social (APLASS), puesto que desempeñó hasta 2006. También ha formado parte de las Juntas Directivas de la Asociación Española de Salud y Seguridad Social (AESSS) y de la Federación de Cuerpos Superiores de la Administración Civil del Estado (FEDECA).
En 1995 se incorporó a la Asociación por la Tolerancia de Barcelona, donde fue elegido vicepresidente y coordinó diferentes iniciativas, como la revista Tolerancia, la sección jurídica de la Asociación y el Ciclo de Cine para la Tolerancia. En 2006 renunció a la vicepresidencia de la entidad para dedicarse por entero a la actividad política.
Desde 2005 participó, desde el grupo promotor de la plataforma (y posterior asociación) Ciutadans de Catalunya, en la creación del partido Ciudadanos-Partido de la Ciudadanía (Cs), formando parte del primer Comité Ejecutivo electo en el Congreso Fundacional de Cs, en julio del 2006 y resultando el candidato más votado para el Consejo General del partido en el II Congreso Nacional de Cs (2007).
En las elecciones al Parlamento de Cataluña de 2006 fue elegido diputado autonómico por la provincia de Barcelona en la lista de Cs, quedando adscrito al Grupo Mixto, del que fue Portavoz adjunto. 
En mayo de 2009 renunció a la militancia en Ciudadanos-Partido de la Ciudadanía por el pacto de esta fuerza política con la formación Libertas, en virtud del cual ambas organizaciones concurrieron en coalición a las elecciones europeas encabezadas por Miguel Durán, al considerar que ese acuerdo rompía con los principios fundamentales que dieron lugar al nacimiento de Cs. Pese a que se especuló con su posible ingreso en otra formación, se mantuvo en su escaño como diputado autonómico no adscrito hasta el final de la legislatura y abandonó la política activa, renunciando a concurrir de nuevo a las elecciones y regresando al activismo asociativo.
Es Presidente de la asociación constitucionalista Impulso Ciudadano (IC) y su actividad se ha centrado en la denuncia y cuestionamiento, tanto social como jurídico, de la política lingüística en Cataluña y en la defensa de la neutralidad de las instituciones catalanas. Es fundador de la Asamblea por una Escuela Bilingüe de Cataluña (AEB). También fue uno de los organizadores de la Concentración del 12 de octubre de 2013 en Barcelona con la plataforma Som Catalunya, Somos España.
Ha sido fundador y vicepresidente de Societat Civil Catalana, entidad con la que actualmente no mantiene vínculo orgánico. 
En 2018 el Foro para la Concordia Civil le concedió el Premio por la Defensa de los Derechos y Libertades Constitucionales.